# Ravon Gentra
Der Ravon Gentra ist eine Limousine der Kompaktklasse der zu GM Uzbekistan gehörenden usbekischen Marke Ravon. Das Fahrzeug basiert auf dem Chevrolet Lacetti, der als Daewoo Gentra bis 2015 in Usbekistan produziert wurde. Mit Einführung der Marke Ravon im Jahr 2015 wurde das Modell umbenannt.
Den Antrieb im Gentra übernimmt ein 1,5-Liter-Ottomotor mit einer Leistung von 79 kW (107 PS), der auch im Ravon R4 und im Ravon Nexia R3 zum Einsatz kommt.

## Technische Daten
|                                             | Gentra                     |
| Bauzeitraum                                 | 2015–2019                  |
| Motorkenndaten                              |                            |
| Motortyp                                    | R4-Ottomotor               |
| Hubraum                                     | 1485 cm³                   |
| max. Leistung bei min−1                     | 79 kW (107 PS) / 5800      |
| max. Drehmoment bei min−1                   | 141 Nm / 3800              |
| Kraftübertragung                            |                            |
| Antrieb                                     | Vorderradantrieb           |
| Getriebe, serienmäßig                       | 5-Gang-Schaltgetriebe      |
| Getriebe, optional                          | (6-Gang-Automatikgetriebe) |
| Messwerte                                   |                            |
| Höchstgeschwindigkeit                       | 180 km/h (179 km/h)        |
| Beschleunigung, 0–100 km/h                  | 13,0 s (13,1 s)            |
| Kraftstoffverbrauch auf 100 km (kombiniert) | 7,0 l Super 7,5 l Super    |
| Abgasnorm nach EU-Klassifikation            | Euro 5                     |
| Tankinhalt                                  | 45 l                       |